# 霍什拉甫乡
藿什拉甫乡，是中华人民共和国新疆维吾尔自治区喀什地区莎车县下辖的一个乡镇级行政单位。

## 行政区划
藿什拉甫乡下辖以下地区：
夏合拉村、加依巴格村、克孜拉孜村、阿热塔什村、努尔巴格村、亚瓦格村、多来提巴格村、塔克拉村、古勒巴格村、艾赛勒巴格村、萨依巴格村、托力坎特村、巴扎村、兰干村和尧玛村。